# Fliolmo

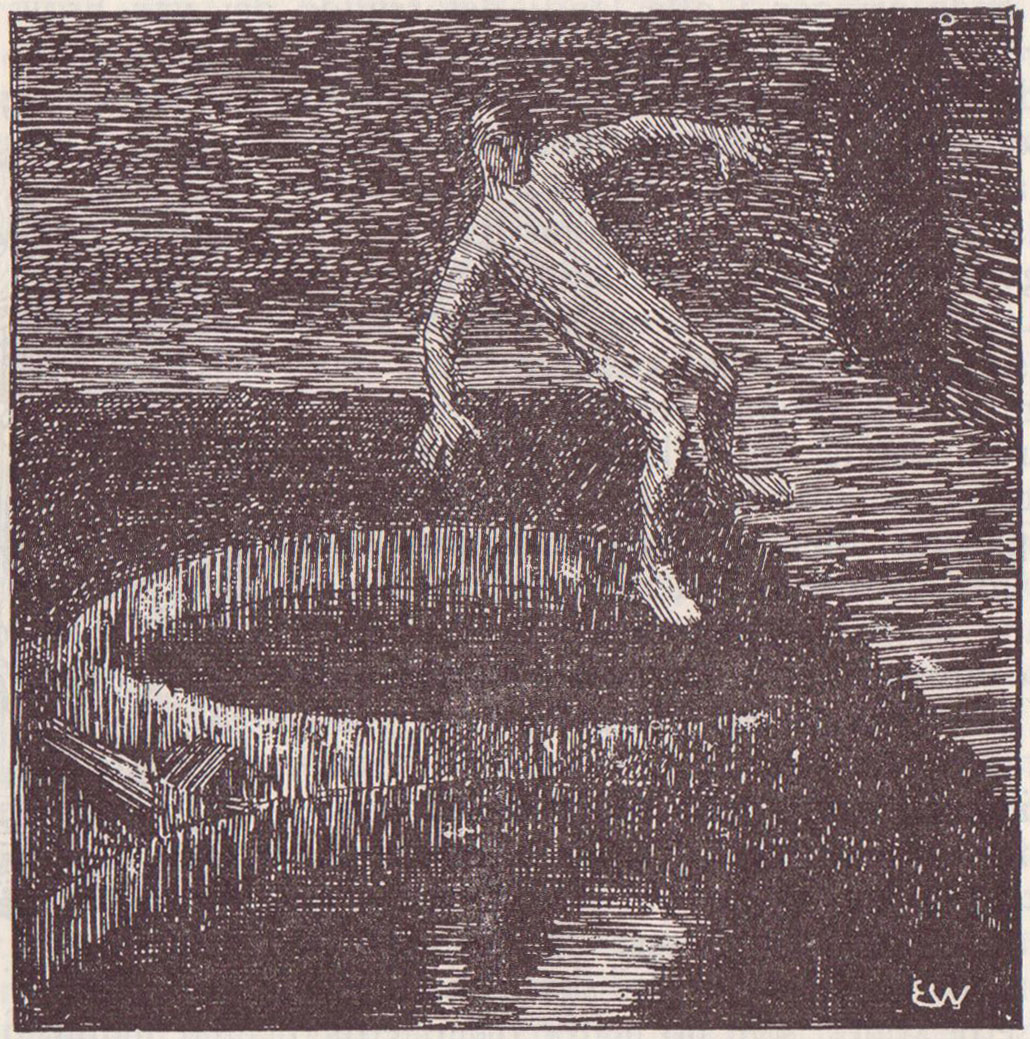
Fliolmo caindo na tina de hidromel. Ilustração de Erik Werenskiold.

Fliolmo (em nórdico antigo: Fiǫlnir ou Fjǫlnir; em islandês: Fjölner ou Fjolner; em latim: Fliolmus), Fiolno (em latim: Fiolni ou Fiolnus) ou Siolmo (em latim: Siolmus) foi rei dos Suíones (Suídia). Pertencia à Casa dos Inglingos e era filho de seu antecessor Ínguino e pai de seu sucessor Suérquero. Segundo a Canção de Grótti, governou no tempo do imperador Augusto (r. 27 a.C.–14 d.C.) e Jesus. Segundo as sagas, era poderoso e seu reinado foi marcado pela paz e boas colheitas. Era amigo de Frodo III da Dinamarca e faleceu em uma visita a seu amigo na Zelândia, quando caiu numa tina de hidromel por estar embriagado e se afogou.
O fim de Fliolmo tem paralelo com o de Hundingo, cuja vida foi contada no Feitos dos Danos de Saxão Gramático, e Veraldur, citado na faroesa Balada de Veraldur na qual era um filho de Odim. Seu nome, por sua vez, aparece em várias obras distintas como um dos nomes de Odim.

## Vida
Fliolmo era filho de Ínguino e pertencia à Casa dos Inglingos. No Livro dos Islandeses, que cita-o numa genealogia dos Inglingos ao fim da obra ([...] III Freyr. IIII Fjölnir. sá er dó at Friðfróða. V Svegðir [...]), morreu em Friðfróði (lit. Frodo, o Pacífico), nome nórdico do rei dinamarquês Frodo III. A História da Noruega, além de comentar sobre sua genealogia, indica que morreu afogado numa tina de hidromel:
| “ | [...] Froyr uero genuit Fiolni, qui in dolio medonis dimersus est. Cuius filius Swegthir [...] | ” |

Segundo a Canção de Grótti, que estabelece que Frodo e Fliolmo governaram no tempo do imperador Augusto (r. 27 a.C.–14 d.C.) e Jesus, Frodo visitou Fliolmo na Suídia (terra dos suíones e território original da Suécia). Em seu retorno, levou duas escravas, Fênia e Mênia, que eram grandes e fortes (gigantas):
| “ | Sonr Friðleifs hét Fróði. Hann tók konungdóm eptir fǫður sinn í þann tíð er Augustus keisari lagði frið of heim allan; þá var Kristr borinn. [...] Fróði konungr sótti heimboð í Svíðióð til þess konungs, er Fiǫlnir er nefndr. Þá keypti hann ambáttir tvær, er hétu Fenia ok Menia; þær vóru miklar ok sterkar. [...] | ” |

Segundo a Saga dos Inglingos, Fliolmo era filho de Ínguino e Gerda, filha de Gimir. Sucedeu seu pai como rei dos suíones em Upsália, era poderoso e seu reinado foi marcado pela paz e boas colheitas. À época, em Hleidra (atual Leire, na Zelândia), reinava Frodo III, o Pacífico, com quem mantinha amizade e convidavam um ao outro para celebrações. Em certa ocasião, Fliolmo foi visitar Frodo na ilha de Zelândia, onde enorme festividade foi feita e muitas pessoas de terras próximas e distantes foram chamadas. Frodo ordenou a construção de uma enorme tina, de vários ells de altura e reforçada por toras robustas, que foi colocada no piso inferior de um armazém, sobre a qual havia uma sacada com uma abertura no chão para que líquidos pudessem ser despejados e o hidromel misturado.
À noite, Fliolmo e seu séquito foram levados a alojamentos em um sótão próximo. Durante a noite, saiu na varanda para encontrar um lugar para se aliviar, mas estava sonolento e bêbado. Na volta para os alojamentos, atravessou a varanda e entrou na porta errada do sótão, se desequilibrando e caindo no tanque de hidromel, onde se afogou. Ao falecer foi sucedido por seu filho Suérquero. Segundo Tiodolfo de Hvinir:
| “ | Destino de morte, onde morava Frodo, cumprido foi, sob o condenado Fliolmo; e na medida espaçosa, do hidromel onda sem vento, o guerreiro morreu. | ” |

## Interpretações modernas
Para Claus Krag, ao analisar, em conjunto, as mortes dos primeiros quatro reis citados da Saga dos Inglingos depois de Ínguino (Fliolmo, Suérquero, Valandro e Visbur), é possível inferior que os escandinavos tinham conhecimentos da teoria clássica dos quatro elementos (fogo, água, terra e ar) nessa interpretação: segundo Claus, Fliolmo foi morto pela água (metáfora da tina de hidromel), Suérquero foi morto pela terra (metáfora da rocha), Visbur morreu pelo ar (metáfora do mora enviado para sufocá-lo) e Valandro morreu pelo fogo. Para John McKinnell, aplicando esse raciocínio a outras obras nórdicas cujas mortes poderiam induzir à mesma conclusão, é mais provável que representem a visão germânica das três forças destrutivas da natureza – mar, fogo e tempestade – em vez da ideia dos quatro elementos. Svante Norr sugeriu que a teoria dos elementos, cristianizada de Platão por Agostinho de Hipona, chegou no norte da Europa via Beda e outros e deve ter alcançado a Escandinávia, mediante contato com os anglo-saxões, no final do século XI, uma data que Rory McTurk concorda.
Mckinell, por sua vez, concorda com a teoria de que Fliolmo e Suérquero representam opostos de fortuna: a morte de Fliolmo na tina de hidromel pode ser metáfora para morte por excesso, enquanto a morte de Suérquero engolido pela rocha seria metáfora para esterilidade. Já Goeres lembra que estavam embriagados quando morreram e Claus Krag pensou que as estrofes de Tiodolfo sobre a vida deles podem se referir, não a reis propriamente, mas Odim, vencedor do hidromel da poesia, como o deus era comumente referido. Stephan Grundy, assumindo que ele estava certo, sugeriu que talvez essa menção a Odim fosse uma convenção de invocá-lo no início de uma poema escáldico e que podia não ter havido motivos antes do tempo de Esnorro para assumirem Fliolmo e Suérquero como reis históricos. Krag ainda sugeriu que Sucmimir fosse outro nome para Surtur, dando mais ênfase à teoria da ligação dos reis com Odim, pois o gigante aparece na narrativa do hidromel da poesia.

## Paralelos e outras menções
No Livro I (8.27) do Feitos dos Danos de Saxão Gramático é relatada a vida de Hundingo, cujo fim tem paralelos com o de Fliolmo. O mesmo se pode dizer da faroesa Balada de Veraldur registrada em 1840 e citada em 1973 por Georges Dumézil na qual Veraldur, filho de Odim, morre afogado num barril de cerveja numa visita a Zelândia.
O nome de Fliolmo foi reutilizado em outros contextos como um dos nomes de Odim: em Ditos de Grimnir, quando o deus se revela para o gigante Geirrodo; no Ditos de Regino e numa citação aos Ditos na Saga dos Volsungos, quando está numa montanha de pé se dirigindo a Sigurdo e Regino; na Alucinação de Gilfi de Esnorro Esturleu é um dos 12 nomes dados a Odim e é novamente listado quando Esnorro cita os Ditos de Grimnir; aparece com regularidade na poesia escaldica.